# 9瓶

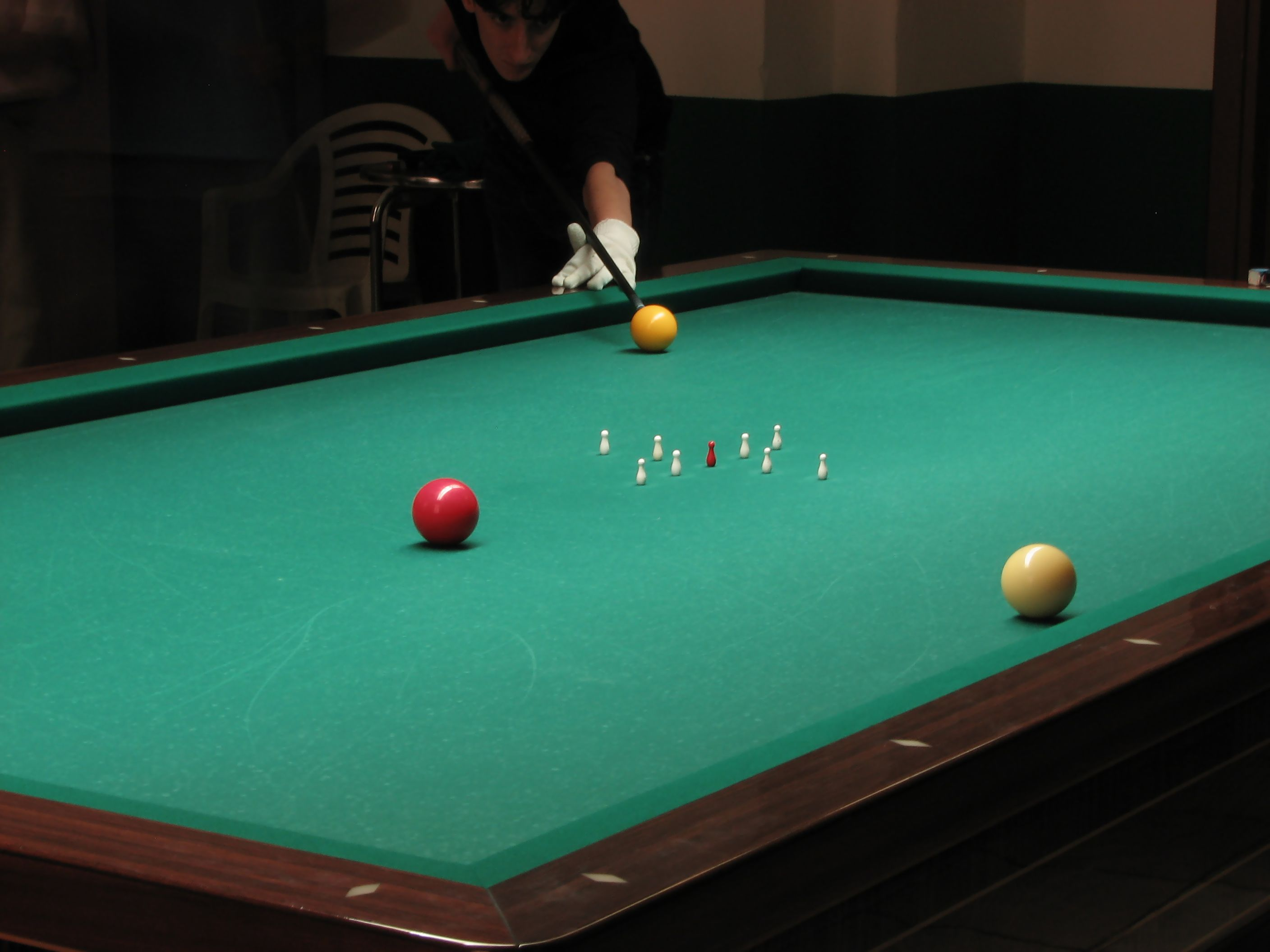
9瓶撞球

9瓶（義大利語：Goriziana），是一種開侖撞球，流行於義大利。
9瓶競賽所用的球桌內部尺寸為284公分長、142公分寛，與最接近的撞球項目5瓶相同。

## 規則
在9瓶競賽裡，球桌的中央放著九個細長瓶狀物。總共使用三個球，其中兩個是母球。該遊戲由兩隊球員組成，各有一至兩名球員。每隊或每位球員的目標都是先擊中對手的母球，然後撞擊紅球，或者使對手的母球或紅球撞擊瓶而得分。
與許多撞球遊戲不同的是，擊球都是雙方輪流進行，同一位球員或球隊即使得分，也不會連續兩次擊球。唯一的例外是，如果對手在擊球前犯規，例如意外碰到其中一個球。比賽一直持續到一方率先達到或超過頂定點數（通常為200或300）而贏得勝利。這個目標數字是事先約定的。
相較於5瓶競賽，9瓶競賽的得分方式複雜許多。

## 得分
- 每擊倒一個外側瓶得2分
- 每擊倒一個內側瓶得8分
- 擊倒紅色中央瓶及一個或多個白色瓶待10分
- 僅擊倒紅色中央瓶得30分
- 如果母球正確擊中對手的球並導致對手的球擊中紅色球，則得到6分；
- 如果母球正確擊中對手的球然後擊中紅球，則得到6分[2]

## 犯規
如果犯規，則扣除2分，而球員在犯規擊球中本應獲得的任何分數都將無效。犯規示例：
- 未能正確擊中自己的母球
- 未能用自己的母球撞擊對方的母球
- 在擊中對手的母球之前，自己的母球先撞到瓶
- 在擊中對手的母球之前先擊中紅球

## 外部連結
- Italian Federation of Billiard Sport（页面存档备份，存于） (FIBIS)